# (33406) Saltzman
1999 CM74 (asteroide 33406) é um asteroide da cintura principal. Possui uma excentricidade de 0.15358110 e uma inclinação de 2.69758º.
Este asteroide foi descoberto no dia 12 de fevereiro de 1999 por LINEAR em Socorro.